# Liste der Stolpersteine in Offenbach am Main
Die Liste der Stolpersteine in Offenbach am Main enthält alle Stolpersteine, die im Rahmen des gleichnamigen Kunst-Projekts von Gunter Demnig in Offenbach am Main verlegt wurden. Mit ihnen soll an Opfer des Nationalsozialismus erinnert werden, die in Offenbach am Main lebten und wirkten.

## Verlegte Stolpersteine
| Adresse                                                                 | Verlege- datum | Person, Inschrift | Bild                                               | Anmerkung |
| ----------------------------------------------------------------------- | --- | --- | -------------------------------------------------- | --- |
| August-Bebel-Ring 10 ·                                                  | 3. Sep. 2016 | Hier wohnte JOSEF KUPCZYK, JG. 1938, "SCHUTZHAFT" 1938, BUCHENWALD, FLUCHT 1939, ARGENTINIEN |                                                    | |
| August-Bebel-Ring 19 ·                                                  | 25. März 2019 | Hier wohnte PHILIPPINE FEITLER, GEB. WOLF, JG. 1867, FLUCHT 1939, ENGLAND |                                                    | |
| August-Bebel-Ring 19 ·                                                  | 25. März 2019 | Hier wohnte SALI LORCH, JG. 1887, FLUCHT 1938, ENGLAND |                                                    | |
| August-Bebel-Ring 19 ·                                                  | 25. März 2019 | Hier wohnte SELMA LORCH, GEB. FEITLER, JG. 1889, FLUCHT 1938, ENGLAND |                                                    | |
| August-Bebel-Ring 19 ·                                                  | 25. März 2019 | Hier wohnte WALTER FERDINAND LORCH, JG. 1914, FLUCHT 1938, ENGLAND |                                                    | |
| August-Bebel-Ring 19 ·                                                  | 25. März 2019 | Hier wohnte IRMGARD JOHANNA LORCH, JG. 1923, FLUCHT 1938, ENGLAND |                                                    | |
| Bahnhofstraße 20 ·                                                      | 21. Okt. 2006 | Hier wohnte Robert Boley Jg. 1884 nach Pogromnacht Flucht in den Tod 13.11.1938 | Stolperstein für Robert Boley                      | |
| Bahnhofstraße 20 ·                                                      | 21. Okt. 2006 | Hier wohnte Friederike Boley geb. Neuhaus Jg. 1890 nach Pogromnacht Flucht in den Tod 13.11.1938 | Stolperstein für Friederike Boley, geb. Neuhaus    | |
| Bahnhofstraße 20 ·                                                      | 21. Okt. 2006 | Hier wohnte Antonie Grosch geb. Feinkorn Jg. 1871 nach Pogromnacht Flucht in den Tod 13.11.1938 | Stolperstein für Antonie Grosch, geb. Feinkorn     | |
| Bahnhofstraße 20 ·                                                      | 21. Okt. 2006 | Hier wohnte Elisabeth Grosch geb. Lövi Jg. 1894 nach Pogromnacht Flucht in den Tod 13.11.1938 | Stolperstein für Elisabeth Grosch, geb. Lövi       | |
| Bahnhofstraße 26 ·                                                      | | HIER WOHNTE EUGEN BERG, JG.1886, ´SCHUTZHAFT` 1938 KZ DACHAU, DEPORTIERT 1942, ERMORDET IM BESETZTEN POLEN |                                                    | |
| Bahnhofstraße 26 ·                                                      | HIER WOHNTE RUTH BERG, JG.1922, DEPORTIERT 1942, ERMORDET IM BESETZTEN POLEN                                                                   | |                                                    | |
| Bahnhofstraße 26 ·                                                      | HIER WOHNTE ELSE BERG, GEB. LACHMANN, JG. 1893, GESCHÄFT 1938 ´ARISIERT`, DEPORTIERT 1942, ERMORDET IM BESETZTEN POLEN                         | |                                                    | |
| Bahnhofstraße 26 ·                                                      | HIER WOHNTE PAULA SIMON, JG. 1871, DEPORTIERT 1942 THERESIENSTADT, ERMORDET 8.3.1943                                                           | |                                                    | |
| Bernardstraße 57 ·                                                      | 14. Feb. 2009 | Hier wohnte Otto Baum Jg. 1879 'Schutzhaft' 1938 Dachau deportiert 1942 ermordet in Auschwitz |                                                    | |
| Bernardstraße 57 ·                                                      | 14. Feb. 2009 | Hier wohnte Alice Baum Jg. 1913 deportiert 1942 ermordet in Auschwitz |                                                    | |
| Bernardstraße 57 ·                                                      | 14. Feb. 2009 | Hier wohnte Henny Baum geb. Wolff Jg. 1887 deportiert 1942 ermordet in Auschwitz |                                                    | |
| Bernardstraße 57 ·                                                      | 14. Feb. 2009 | Hier wohnte Judis Baum Jg. 1939 deportiert 1942 ermordet in Auschwitz |                                                    | |
| Bieberer Straße 35 ·                                                    | 3. Sep. 2016 | Hier wohnte HEINRICH STEIN, JG. 1885, "SCHUTZHAFT" 1938, DACHAU, DEPORTIERT 1942, ERMORDET IM BESETZTEN POLEN | Stolperstein für Heinrich Stein                    | |
| Bieberer Straße 35 ·                                                    | 3. Sep. 2016 | Hier wohnte ILSE STEIN, JG. 1922, DEPORTIERT 1942, ERMORDET IM BESETZTEN POLEN | Stolperstein für Ilse Stein                        | |
| Bieberer Straße 35 ·                                                    | 3. Sep. 2016 | Hier wohnte SELMA STEIN, JG. 1894, DEPORTIERT 1942, ERMORDET IM BESETZTEN POLEN | Stolperstein für Selma Stein                       | |
| Bieberer Straße 267 ·                                                   | 14. Feb. 2009 | Hier wohnte Georg Kaul, Tod durch Suizid | Stolperstein für Georg Kaul                        | |
| Bieberer Straße 282 ·                                                   | 14. Feb. 2009 | Dr. Manfred Weinberg | Stolperstein für Dr. Manfred Weinberg              | Der Stolperstein liegt vor dem Stadion der Kickers Offenbach, deren Vorstandsmitglied Manfred Weinberg war. In dieser Eigenschaft konnte er in letzter Minute verhindern, dass Adolf Hitler am 16. Juni 1932 im Kickers-Stadion sprechen durfte. Nach „Schutzhaft“ und Berufsverbot konnte Weinberg aus Deutschland fliehen. Ab 1946 lebte er in Mainz, wo er fast 20 Jahre lang das Arbeitsamt leitete. |
| Bismarckstraße 67 ·                                                     | 25. Feb. 2006 | Hier wohnte Otto Schönhof, Tod im KZ Theresienstadt | Stolperstein für Otto Schönhof                     | |
| Bismarckstraße 67 ·                                                     | 25. Feb. 2006 | Hier wohnte Paula Luise Schönhof, Geb. Löwenstein, Tod im KZ Auschwitz | Stolperstein für Paula Luise Schönhof              | |
| Bismarckstraße 143 ·                                                    | | Hier wohnte Siegfried Berney Jg. 1884, 'Schutzhaft' 1938, KZ Buchenwald, deportiert 1942, Treblinka, ermordet 2.10.1942 |                                                    | |
| Bismarckstraße 143 ·                                                    | Hier wohnte Frieda Berney geb. Kirchhausen, Jg. 1880, deportiert 1942, Treblinka, ermordet 2.10.1942                                           | |                                                    | |
| Bismarckstraße 143 ·                                                    | Hier wohnte Elfriede Berney Jg. 1912, Flucht 1938, England                                                                                     | |                                                    | |
| Bismarckstraße 143 ·                                                    | Hier wohnte Karola Berney Jg. 1919, Flucht 1938, England                                                                                       | |                                                    | |
| Bismarckstraße 159 ·                                                    | | Hier wohnte Otto Ehrmann Jg. 1889, deportiert 1942, Treblinka, ermordet |                                                    | |
| Bismarckstraße 159 ·                                                    | Hier wohnte Sophie Ehrmann geb. Nussbaum, Jg. 1908, deportiert 1942, Treblinka, ermordet                                                       | |                                                    | |
| Buchrainweg 9 ·                                                         | | HIER WOHNTE GUSTAV GABRIEL, JG. 1877, DOZENT TECHN. LEHRANSTALTEN, ENTLASSEN 1933, ZWEIMAL VERHAFTET 1933, FLUCHT 1938 INDIEN |                                                    | |
| Buchrainweg 9 ·                                                         | HIER WOHNTE JOHANNA GABRIEL, GEB. COHEN, JG. 1882, FLUCHT 1938 INDIEN                                                                          | |                                                    | |
| Bürgerstraße 15 ·                                                       | 7. Juli 2021 | Uns zur dauernden Mahnung 1924 als Synagoge errichtet - am 9. November 1938 geschändet und verwüstet den ehemaligen jüdischen Mitbürgern zur ewigen Erinnerung aus Bürgel vertrieben - deportiert - im KZ ermordet - fern der Heimat begraben |                                                    | |
| Dietesheimer Straße 40 ·                                                | 25. Feb. 2006 | Hier wohnte Samuel Augenblick, Tod im KZ Auschwitz | Stolperstein für Samuel Augenblick                 | |
| Domstraße 70 ·                                                          | 14. Feb. 2009 | Hier wohnte Siegfried Reinhardt, Tod im KZ Treblinka - für tot erklärt |                                                    | |
| Domstraße 70 ·                                                          | 14. Feb. 2009 | Hier wohnte Hilde Reinhardt, geb. Sender, Tod im KZ Treblinka - für tot erklärt |                                                    | |
| Domstraße 70 ·                                                          | 14. Feb. 2009 | Hier wohnte Leo Reinhardt, Tod im KZ Treblinka - für tot erklärt |                                                    | |
| Domstraße 74 ·                                                          | 2021 | Hier wohnte Dr. Erwin Stein Jg. 1903 Verweigert die Scheidung Gibt Staatsanwaltsamt auf Gesellschaftlich ausgegrenzt |                                                    | |
| Domstraße 74 ·                                                          | 2021 | Hier wohnte Hedwig Stein Geb.Herz JG. 1898 Vorladung zur Gestapo MÄRZ 1943 Flucht in den Tod 23.3.1943 |                                                    | |
| Domstraße 79 ·                                                          | 21. Okt. 2006 | Hier wohnte Albert Boley Jg. 1878, deportiert 1942, Polen, vom Amtsgericht für tot erklärt | Stolpersteine für Familie Boley                    | |
| Domstraße 79 ·                                                          | 21. Okt. 2006 | Hier wohnte Klara Boley geb. Reichold, Jg. 1883, deportiert 1942, Polen, vom Amtsgericht für tot erklärt | Stolpersteine für Familie Boley                    | |
| Dreieichring 16 ·                                                       | 21. Okt. 2006 8. März 2007 22. April 2008 16./17. Nov. 2011 19. Juni 2013                                                                      | Hier wohnte Theodor Haas, Tod im KZ Auschwitz |                                                    | |
| Engelsgässchen 19 ·                                                     | | Hier wohnte Anna Apollonia Kreis Jg. 1912, seit 1920 in mehreren Anstalten, verlegt 20.3.1941 Hadamar, ermordet 20.3.1941, 'Aktion T4' |                                                    | |
| Frankfurter Straße 1 ·                                                  | 3. Sep. 2016 | Hier wohnte HUGO OPPENHEIMER, JG. 1877, "SCHUTZHAFT" 1938, BUCHENWALD, FLUCHT 1939, PALÄSTINA; | Stolperstein für Familie Oppenheimer               | |
| Frankfurter Straße 1 ·                                                  | 3. Sep. 2016 | Hier wohnte RECHA OPPENHEIMER, GEB. HESS, JG. 1885, FLUCHT 1939, PALÄSTINA; | Stolperstein für Familie Oppenheimer               | |
| Frankfurter Straße 1 ·                                                  | 3. Sep. 2016 | Hier wohnte ERNST OPPENHEIMER, JG. 1907, FLUCHT 1936, PALÄSTINA | Stolperstein für Familie Oppenheimer               | |
| Frankfurter Straße 1 ·                                                  | 3. Sep. 2016 | Hier wohnte TRUDE OPPENHEIMER, JG. 1919, FLUCHT 1939 HOLLAND, INTERNIERT WESTERBORK, DEPORTIERT 1942 AUSCHWITZ, ERMORDET 26.8.1942 | Stolperstein für Familie Oppenheimer               | |
| Frankfurter Straße 6 ·                                                  | 17. Nov. 2011 | Hier wohnte Hermann Hirschen, Jg. 1876, VERHAFFTET 1938 DACHAU, DEPORTIERT 1942 THERESIENSTADT, BEFREIT / ÜBERLEBT | Stolperstein für Hermann und Johanna Hirschen      | |
| Frankfurter Straße 6 ·                                                  | 17. Nov. 2011 | Hier wohnte Johanna Hirschen, geb. Levi, Jg. 1887, DEPORTIERT 1942 THERESIENSTADT, Tot 18.8.1943 | Stolperstein für Hermann und Johanna Hirschen      | |
| Frankfurter Straße 25 ·                                                 | | HIER WOHNTE RUDOLF MARX, JG.1867, DEPORTIERT 1942 THERESIENSTADT, ERMORDET 7.2.1943 |                                                    | |
| Frankfurter Straße 25 ·                                                 | HIER WOHNTE JULIUS MARX, JG.1897, FLUCHT 1933 TSCHECHOSLOWAKEI, TOT 24.8.1933                                                                  | |                                                    | |
| Frankfurter Straße 25 ·                                                 | HIER WOHNTE FRIEDRICH MARX, JG.1903, FLUCHT 1937 ITALIEN , USA                                                                                 | |                                                    | |
| Frankfurter Straße 40 ·                                                 | 19. Juni 2013 | Hier wohnte Jettchen Arnsberg geb. Westheimer, Jg. 1877, deportiert 1942, ermordet in Treblinka | Stolperstein für Jettchen Arnsberg geb. Westheimer | |
| Frankfurter Straße 40 ·                                                 | 19. Juni 2013 | Hier wohnte ELSE STRAUSS GEB. ARNSBERG, JG. 1899, DEPORTIERT 1942, ERMORDET IN TREBLINKA | Stolperstein für Else Strauss                      | |
| Frankfurter Straße 40 ·                                                 | 19. Juni 2013 | Hier wohnte LIESEL STRAUSS JG. 1922, DEPORTIERT 1942, ERMORDET IN TREBLINKA | Stolperstein für Liesel Strauss                    | |
| Frankfurter Straße 80 ·                                                 | 25. März 2019 | Hier wohnte EDITH GOLDSCHMIDT-WEIL, JG. 1873, IM WIDERSTAND, FRAUENRECHTLERIN, DEPORTIERT 1942, THERESIENSTADT, ERMORDET 13.9.1942 |                                                    | |
| Frankfurter Straße 99 ·                                                 | 19. Juni 2013 | Hier wohnte RICHARD HALBERSTADT, JG. 1889, DEPORTIERT 1942, ERMORDET IN TREBLINKA |                                                    | |
| Frankfurter Straße 99 ·                                                 | 19. Juni 2013 | Hier wohnte GERTA HALBERSTADT, GEB. HIRSCHFELD, JG. 1889, DEPORTIERT 1942, ERMORDET IN TREBLINKA |                                                    | |
| Frankfurter Straße 99 ·                                                 | 19. Juni 2013 | Hier wohnte FANNY HALBERSTADT, JG. 1888, DEPORTIERT 1942, ERMORDET IN TREBLINKA |                                                    | |
| Frankfurter Straße 99 ·                                                 | 19. Juni 2013 | Hier wohnte CHARLOTTE HIRSCHFELD, JG. 1882, DEPORTIERT 1942, ERMORDET IN TREBLINKA |                                                    | |
| Französisches Gäßchen 12 ·                                              | 21. Okt. 2006 | Hier wohnte Martin Eichel, Tod im KZ Auschwitz | Stolperstein für Martin Eichel                     | |
| Friedrichstraße 42 ·                                                    | 3. Sep. 2016 | Hier wohnte ERICH AUGUST OTT; JG. 1920, EINGEWIESEN 1924 HEILANSTALT GODDELAU, 1941 ANSTALT WEILMÜNSTER, "VERLEGT" 6.6.1941 HADAMAR, ERMORDET 6.6.1941, "AKTION T4"                                                                           |                                                    | |
| Geleitsstraße 81 ·                                                      | 25. März 2019 | Hier wohnte ANNA BRETSCH Jg. 1922 verhaftet 1941 'Wehrkraftzersetzung' Gefängnis Schwäbisch Gmünd deportiert 1943 Auschwitz ermordet 17.1.1944                                                                                                |                                                    | |
| Geleitsstraße 105 ·                                                     | 2021 | Hier wohnte Emil Liebmann JG. 1855 Schuhfabrik Hassia 1938 "Arisiert" Flucht 1939 England |                                                    | |
| Geleitsstraße 105 ·                                                     | 2021 | Hier wohnte Fanny Liebmann Geb. Strauss JG. 1868 Flucht 1939 England |                                                    | |
| Geleitsstraße 105 ·                                                     | 2021 | Hier wohnte Alice Liebmann JG. 1894 Vermögen 1938 "Arisiert" Flucht 1939 England |                                                    | |
| Gerberstraße 4 ·                                                        | 17. Nov. 2011 | Hier wohnte MAX SCHWANTHALER, JG. 1928, DEPORTIERT 1942, ERMORDET IN TREBLINKA | Stolperstein für Max Schwanthaler                  | |
| Gerberstraße 4 ·                                                        | 17. Nov. 2011 | Hier wohnte DOROTHEA SCHWANTHALER, JG. 1894, DEPORTIERT 1942, ERMORDET IN TREBLINKA | Stolperstein für Dorothea Schwanthaler             | |
| Gerberstraße 4 ·                                                        | 17. Nov. 2011 | Hier wohnte WALTER JOSEF SCHWANTHALER, JG. 1928, DEPORTIERT 1942, ERMORDET IN TREBLINKA | Stolperstein für Walter Josef Schwanthaler         | |
| Gerberstraße 4 ·                                                        | 17. Nov. 2011 | Hier wohnte RUTH JOHANNA SCHWANTHALER, JG. 1928, DEPORTIERT 1942, ERMORDET IN TREBLINKA | Stolperstein für Ruth Johanna Schwanthaler         | |
| Gerberstraße 4 ·                                                        | 25. März 2019 | Hier wohnte LEOPOLD DIETZ, JG. 1867, DEPORTIERT 1942, THERESIENSTADT, ERMORDET 15.2.1943 | Stolperstein für Leopold Dietz                     | |
| Gerberstraße 4 ·                                                        | 25. März 2019 | Hier wohnte HERMANN DIETZ, JG. 1900, 'SCHUTZHAFT' 1938 DACHAU, DEPORTIERT 1942, ERMORDET IN TREBLINKA | Stolperstein für Hermann Dietz                     | |
| Gerberstraße 4 ·                                                        | 25. März 2019 | Hier wohnte KAROLINA DIETZ, JG. 1903, FLUCHT 1939 ENGLAND | Stolperstein für Karolina Dietz                    | |
| Gerberstraße 4 ·                                                        | 25. März 2019 | Hier wohnte IDA DIETZ, JG. 1905, FLUCHT 1939 ENGLAND | Stolperstein für Ida Dietz                         | |
| Große Marktstraße 15 ·                                                  | 20. Aug. 2020 | Hier wohnte SALOMON SCHWARZWALD Jg. 1883 verhaftet 1939 Buchenwald 'verlegt' 14.7.1941 Pirna-Sonnenstein ermordet 14.??.1941 'Aktion T4' |                                                    | |
| Große Marktstraße 15 ·                                                  | 20. Aug. 2020 | Hier wohnte CHAJA SCHWARZWALD geb. Feder Jg. 1891 deportiert 1942 ermordet im besetzten Polen |                                                    | |
| Große Marktstraße 15 ·                                                  | 20. Aug. 2020 | Hier wohnte SAMUEL SCHWARZWALD Jg. 1908 Flucht 1934 Palästina |                                                    | |
| Große Marktstraße 15 ·                                                  | 20. Aug. 2020 | Hier wohnte ANSCHEL ANTON SCHWARZWALD Jg. 1910 Flucht 1939 England |                                                    | |
| Große Marktstraße 15 ·                                                  | 20. Aug. 2020 | Hier wohnte EMMA ESTER SCHWARZWALD Jg. 1911 deportiert 1942 ermordet im besetzten Polen |                                                    | |
| Große Marktstraße 15 ·                                                  | 20. Aug. 2020 | Hier wohnte MOSES MORITZ SCHWARZWALD Jg. 1912 Mitglied SPD verhaftet 1939 Buchenwald befreit |                                                    | |
| Große Marktstraße 15 ·                                                  | 20. Aug. 2020 | Hier wohnte HEINRICH SCHWARZWALD Jg. 1914 Mitglied SPD Flucht 1935 Palästina |                                                    | |
| Große Marktstraße 15 ·                                                  | 20. Aug. 2020 | Hier wohnte JOSEF SCHWARZWALD Jg. 1923 verhaftet 1939 Buchenwald befreit |                                                    | |
| Großer Biergrund 6 ·                                                    | 17. Nov. 2011 | Hier wohnte Selma Jeanette Schiff JG. 1906, deportiert 1942, ermordet in Trebkinka | Stolperstein für Selma Jeanette Schiff             | |
| Großer Biergrund 6 ·                                                    | 17. Nov. 2011 | Hier wohnte Dorothea-Lea Schiff JG. 1933, deportiert 1942, ermordet in Treblinka | Stolperstein Dorothea-Lea Schiff                   | |
| Groß-Hasenbachstraße 12 ·                                               | | HIER WOHNTE FERDINAND SIEGEL, JG. 1876, DEPORTIERT 1942 THERESIENSTADT, FREIHEITSTRANSPORT 5.2.1945 KREUZLINGEN |                                                    | |
| Groß-Hasenbachstraße 12 ·                                               | HIER WOHNTE EMMY SIEGEL, GEB. HEIDECKER, JG. 1886, DEPORTIERT 1942 THERESIENSTADT, FREIHEITSTRANSPORT 5.2.1945 KREUZLINGEN                     | |                                                    | |
| Groß-Hasenbachstraße 12 ·                                               | HIER WOHNTE MAX SIEGEL, JG. 1911, FLUCHT 1939 ENGLAND                                                                                          | |                                                    | |
| Groß-Hasenbachstraße 12 ·                                               | HIER WOHNTE JOHANNA SIEGEL, JG. 1913 FLUCHT 1937 USA                                                                                           | |                                                    | |
| Hermann-Steinhäuser-Straße 26 ·                                         | 17. Nov. 2011 | Hier wohnte Ilse Käthe Wolf geb. Stiefel | Stolperstein für Ilse Käthe Wolf                   | |
| Hermann-Steinhäuser-Straße 26 ·                                         | 17. Nov. 2011 | Hier wohnte Jettchen Wolf geb. Wolf | Stolperstein für Jettchen Wolf                     | |
| Hermann-Steinhäuser-Straße 26 ·                                         | 17. Nov. 2011 | Hier wohnte Julius Wolf | Stolperstein für Julius Wolf                       | |
| Hermann-Steinhäuser-Straße 26 ·                                         | 17. Nov. 2011 | Hier wohnte Siegfried Wolf | Stolperstein für Siegfried Wolf                    | |
| Hermannstraße 35 ·                                                      | 12. Mai 2022 | Hier wohnte Heinrich Lichtenstein Jg. 1889, Lehrverbot 1933, 'Schutzhaft' 1938, Buchenwald, Flucht 1939, England |                                                    | |
| Hermannstraße 35 ·                                                      | 12. Mai 2022 | Hier wohnte Regina Lichtenstein geb. Stein, Jg. 1892, Flucht 1939, England |                                                    | |
| Heusenstammer Weg 31 ·                                                  | 21. Okt. 2006 | Hier wohnte Gretel Maraldo, geb. Mitze, auf der Flucht erschossen | Stolperstein für Gretel Maraldo                    | |
| Hohe Straße 35 ·                                                        | 17. Nov. 2011 | HIER WOHNTE KARL KAUFMANN, JG. 1895, VERHAFTET 1938, DACHAU DEPORTIERT 1943, AUSCHWITZ ERMORDET 14.9.1943 | Stolperstein für Karl Kaufmann                     | |
| Hohe Straße 35 ·                                                        | 17. Nov. 2011 | Hier wohnte RUTH KAUFMANN, JG. 1926, FLUCHT 1939 BELGIEN, 1940 FRANKREICH, TOT BEI BOMBENANGRIFF 23.5.1940 | Stolperstein für Ruth Kaufmann                     | |
| Hohe Straße 35 ·                                                        | 17. Nov. 2011 | HIER WOHNTE LOTHAR KAUFMANN, JG. 1931, FLUCHT 1939 BELGIEN, 1940 FRANKREICH, TOT BEI BOMBENANGRIFF 23.5.1940 | Stolperstein für Lothar Kaufmann                   | |
| Hohe Straße 35 ·                                                        | 17. Nov. 2011 | Hier wohnte ESTHER BLUM, GEB. FREIBUSCHEWITZ, JG. 1870, DEPORTIERT 1942, THERESIENSTADT ERMORDET 8.12.1942 | Stolperstein für Esther Blum                       | |
| Hohe Straße 35 ·                                                        | 17. Nov. 2011 | Hier wohnte EMIL ROSENBERG, JG. 1887, DEPORTIERT 1942, ERMORDET IN TREBLINKA | Stolperstein für Emil Rosenberg                    | |
| Hohe Straße 35 ·                                                        | 17. Nov. 2011 | Hier wohnte FANNY ROSENBERG, JG. 1899, DEPORTIERT 1942, ERMORDET IN TREBLINKA | Stolperstein für Fanny Rosenberg                   | |
| Hohe Straße 35 ·                                                        | 17. Nov. 2011 | Hier wohnte RUTH ROSENBERG, JG. 1929, DEPORTIERT 1942, ERMORDET IN TREBLINKA | Stolperstein für Ruth Rosenberg                    | |
| Hospitalstraße 1 ·                                                      | 8. März 2007 | Hier wohnte August Baum, verschollen in Polen | Stolperstein August Baum                           | |
| Hospitalstraße 1 ·                                                      | 8. März 2007 | Hier wohnte Katinka Baum, geb. Andorn, verschollen in Polen | Stolperstein Katinka Baum                          | |
| Hospitalstraße 1 ·                                                      | 8. März 2007 | Hier wohnte Karoline Andorn, Tod im KZ Theresienstadt / für tot erklärt | Stolperstein Karoline Andorn                       | |
| Hospitalstraße 1 ·                                                      | 8. März 2007 | Hier wohnte Albert Wolf | Stolperstein Albert Wolf                           | |
| Hospitalstraße 1 ·                                                      | 8. März 2007 | Hier wohnte Ida Wolff, geb. Andorn, verschollen in Polen | Stolperstein Ida Wolf                              | |
| Kaiserstraße 1 ·                                                        | 21. Okt. 2006 | Hier wohnte Christian Pleß, von der SA erschossen |                                                    | der Stolperstein liegt um 90° nach links gedreht |
| Kaiserstraße 8 ·                                                        | 17. Nov. 2011 | Hier wohnte LUDWIG REICHMANN, JG. 1879, DEPORTIERT 1942, ERMORDET IN TREBLINKA |                                                    | |
| Kaiserstraße 8 ·                                                        | 17. Nov. 2011 | Hier wohnte JENNI ANNE REICHMANN, JG. 1888, DEPORTIERT 1942, ERMORDET IN TREBLINKA |                                                    | |
| Kaiserstraße 8 ·                                                        | 17. Nov. 2011 | Hier wohnte EVA REICHMANN, JG. 1916, DEPORTIERT 1942, ERMORDET IN TREBLINKA |                                                    | |
| Kaiserstraße 8 ·                                                        | 17. Nov. 2011 | Hier wohnte HANS JOACHIM REICHMANN, JG. 1929, DEPORTIERT 1942, ERMORDET IN TREBLINKA |                                                    | |
| Kaiserstraße 82 ·                                                       | | HIER WOHNTE DR. BERNHARD KATZ, JG.1879, NOTARIAT ENTZOGEN 1934, GEDEMÜTIGT / ENTRECHTET, TOT 27.4.1938 LONDON |                                                    | |
| Kaiserstraße 82 ·                                                       | HIER WOHNTE ANTONIE KATZ, GEB. STRAUSS, JG. 1892, FLUCHT 1938 FRANKREICH, INTERNIERT GURS, 1942 MEXIKO                                         | |                                                    | |
| Kaiserstraße 82 ·                                                       | HIER WOHNTE WALTER KATZ, JG. 1913, ZWANGSEXMATRIKULIERT, FLUCHT 1933 FRANKREICH, SCHWEIZ, 1934 SPANIEN, SPANISCHER BÜRGERKRIEG, TOT 11.11.1938 | |                                                    | |
| Kaiserstraße 82 ·                                                       | HIER WOHNTE WILHELM KATZ, JG. 1919, FLUCHT 1933 FRANKREICH, 1940 RESISTANCE "FREIE FRANZOSEN", ÜBERLEBT                                        | |                                                    | |
| Kaiserstraße 106 ·                                                      | 3. Sep. 2016 | Hier wohnte CHAIM TYSON, JG. 1896, VERHAFTET 1939, BUCHENWALD, DEPORTIERT 1942, AUSCHWITZ, 1945 BUCHENWALD, BEFREIT | Stolperstein für Chaim Tyson                       | |
| Kaiserstraße 115 ·                                                      | 3. Sep. 2016 | Hier wohnte WILLY BACHRACH, JG. 1882, "SCHUTZHAFT" 1938, BUCHENWALD, DEPORTIERT 1942, ERMORDET IM BESETZTEN POLEN | Stolperstein für Willy Bachrach                    | |
| Kaiserstraße 115 ·                                                      | 3. Sep. 2016 | Hier wohnte BERTHA BACHRACH, GEB. KAMBERG, JG. 1892, DEPORTIERT 1942, ERMORDET IM BESETZTEN POLEN | Stolperstein für Berta Bachrach                    | |
| Karlstraße 10 ·                                                         | 17. Nov. 2011 | Hier wohnte BERTA FRANKFURTER, JG. 1922, DEPORTIERT 1942, ERMORDET IN TREBLINKA | Stolperstein für Berta Frankfurter                 | |
| Karlstraße 10 ·                                                         | 17. Nov. 2011 | Hier wohnte LINA MINA FRANKFURTER, JG. 1896, DEPORTIERT 1942, ERMORDET IN TREBLINKA | Stolperstein für Lina Mina Frankfurter             | |
| Karlstraße 10 ·                                                         | 17. Nov. 2011 | Hier wohnte ELEONORE FRANKFURTER, JG. 1923, DEPORTIERT 1942, ERMORDET IN TREBLINKA | Stolperstein für Eleonore Frankfurter              | |
| Kirchgasse 15 ·                                                         | 14. Feb. 2009 | Hier wirkte Pfarrer Karl Amborn Jg. 1890, im Widerstand, mehrmals verhaftet, Gestapohaft Mainz, überlebt | Stolperstein für Karl Amborn                       | |
| Kleiner Biergrund 31 ·                                                  | | HIER WOHNTE BERNHARD MEIBERG, JG. 1876, DEPORTIERT 1942 THERESIENSTADT, ERMORDET 13.1.1944 |                                                    | |
| Kleiner Biergrund 31 ·                                                  | HIER WOHNTE LINA KLARA MEIBERG, GEB. JACOB, JG. 1869, DEPORTIERT 1942 THERESIENSTADT, ERMORDET 27.12.1943                                      | |                                                    | |
| Körnerstraße 32 ·                                                       | 2021 | Hier wohnte Paul Goldschmidt Jg. 1882 Vermögen eingezogen 1938 Schutzhaft 1938 Dachau Flucht 1939 England |                                                    | |
| Körnerstraße 32 ·                                                       | 2021 | Hier wohnte Gertrud Goldschmidt Jg. 1893 Flucht 1939 England |                                                    | |
| Liebigstraße 7 ·                                                        | 21. Okt. 2006 | Hier wohnte Karl Löffert, Tod im KZ Buchenwald | Stolperstein für Karl Löffert                      | |
| Lilistraße 19 ·                                                         | | HIER WOHNTE ISAAK FUCHS, JG.1888, „POLENAKTION“ 1938 BENTSCHEN / ZBASZYN, ERMORDET IM BESETZTEN POLEN |                                                    | |
| Lilistraße 19 ·                                                         | HIER WOHNTE BERTA FUCHS, GEB. MITBREIT, JG.1888, AUSGEWIESEN AUG.1939 POLEN, ERMORDET IN AUSCHWITZ                                             | |                                                    | |
| Lilistraße 19 ·                                                         | HIER WOHNTE SIMON FUCHS, JG.1912, FLUCHT 1936, PALÄSTINA                                                                                       | |                                                    | |
| Lilistraße 19 ·                                                         | HIER WOHNTE MAX FUCHS, JG.1920, FLUCHT 1939, ENGLAND                                                                                           | |                                                    | |
| Lilistraße 19 ·                                                         | HIER WOHNTE HERMANN FUCHS, JG.1921, JUGEND-ALIJAH 1938, PALÄSTINA                                                                              | |                                                    | |
| Löwenstraße 5 ·                                                         | 20. Aug. 2020 | Hier wohnte KARL AUGUST STERN |                                                    | |
| Löwenstraße 5 ·                                                         | 20. Aug. 2020 | Hier wohnte ELISABETH ELSE STERN |                                                    | |
| Löwenstraße 5 ·                                                         | 20. Aug. 2020 | Hier wohnte PAUL STERN |                                                    | |
| Ludwigstraße 42 ·                                                       | 14. Feb. 2009 | Hier wohnte Hans Stoffers, Tod auf der Flucht durch Bombardierung |                                                    | |
| Ludwigstraße 42 ·                                                       | 14. Feb. 2009 | Hier wohnte Theobald Sturm, im Strafbataillon 999 - gefallen |                                                    | |
| Ludwigstraße 68 ·                                                       | 17. Nov. 2011 | Hier wohnte SIEGFRIED LÖWENSTEIN, JG. 1868, VERHAFTET 1938, DACHAU DEPORTIERT 1942, THERESIENSTADT TOT 22.5.1943 |                                                    | |
| Ludwigstraße 68 ·                                                       | 17. Nov. 2011 | Hier wohnte RICHARD LÖWENSTEIN, JG. 1902, DEPORTIERT 1942, ERMORDET IN TREBLINKA |                                                    | |
| Ludwigstraße 68 ·                                                       | 17. Nov. 2011 | Hier wohnte ALICE LÖWENSTEIN, JG. 1903, DEPORTIERT 1942, ERMORDET IN TREBLINKA |                                                    | |
| Ludwigstraße 68 ·                                                       | 17. Nov. 2011 | Hier wohnte MARGOT LÖWENSTEIN, JG. 1931, DEPORTIERT 1942, ERMORDET IN TREBLINKA |                                                    | |
| Ludwigstraße 68 ·                                                       | 17. Nov. 2011 | Hier wohnte JAKOB LÖWENSTEIN, JG. 1934, DEPORTIERT 1942, ERMORDET IN TREBLINKA |                                                    | |
| Lützowstraße 4 ·                                                        | | HIER WOHNTE ERNST KUPPENHEIM, JG.1873, „SCHUTZHAFT“ 1938 GEFÄNGNIS OFFENBACH, VERHAFTET MÄRZ 1943 GEFÄNGNIS DARMSTADT, ARBEITSLAGER HEDDERNHEIM, ERMORDET 3.6.1943                                                                            |                                                    | |
| Lützowstraße 4 ·                                                        | HIER WOHNTE JOSEFINE KUPPENHEIM, GEB. FUNK, JG.1872, AUSGEGRENZT / DRANGSALIERT, ÜBERLEBT                                                      | |                                                    | |
| Lützowstraße 4 ·                                                        | HIER WOHNTE ERICH KUPPENHEIM, JG.1902, FLUCHT 1941 ITALIEN, 1942 ARGENTINIEN                                                                   | |                                                    | |
| Luisenstraße 6 ·                                                        | 14. Feb. 2009 | Hier wohnte Rosel Goldschmidt, Tod im KZ Auschwitz - für tot erklärt | Stolperstein für Rosel Goldschmidt                 | |
| Luisenstraße 6 ·                                                        | 14. Feb. 2009 | Hier wohnte Paula Marx, Tod im KZ Treblinka - für tot erklärt | Stolperstein für Paula Marx                        | |
| Luisenstraße 37 ·                                                       | 17. Nov. 2011 | Hier wohnte OTTO REICHMANN, JG 1882, DEPORTIERT 1942, THERESIENSTADT, TOT IN LUBLIN | Stolperstein für Otto Reichmann                    | |
| Luisenstraße 69 ·                                                       | 19. Juni 2013 | Hier wohnte KARL HIRSCH, JG. 1887, DEPORTIERT 1942, ERMORDET IN TREBLINKA |                                                    | |
| Luisenstraße 69 ·                                                       | 19. Juni 2013 | Hier wohnte MARGOT HIRSCH, JG. 1923, DEPORTIERT 1942 |                                                    | |
| Luisenstraße 69 ·                                                       | 19. Juni 2013 | Hier wohnte CILLY CÄCILIE HIRSCH, JG. 1893, DEPORTIERT 1942, ERMORDET IN TREBLINKA |                                                    | |
| Luisenstraße 69 ·                                                       | Hier wohnte FRIEDRICH JULIUS GRÜNEBAUM, JG. 1889, 'SCHUTZHAFT' 1938, BUCHENWALD, DEPORTIERT 1942, THERESIENSTADT, 1943 AUSCHWITZ, ERMORDET     | |                                                    | |
| Luisenstraße 69 ·                                                       | Hier wohnte KAROLA GRÜNEBAUM, JG. 1921, FLUCHT 1939, ENGLAND                                                                                   | |                                                    | |
| Luisenstraße 69 ·                                                       | Hier wohnte SOPHIE GRÜNEBAUM, GEB. REISS, JG. 1888, DEPORTIERT 1942, THERESIENSTADT, 1943 AUSCHWITZ, ERMORDET                                  | |                                                    | |
| Luisenstraße 77 ·                                                       | 17. Nov. 2011 | Hier wohnte MORITZ STERN, JG. 1886, VERHAFTET 1938, DACHAU DEPORTIERT 1942, ERMORDET IN TREBLINKA | Stolperstein für Moritz Stern                      | |
| Luisenstraße 77 ·                                                       | 17. Nov. 2011 | Hier wohnte HILDEGARD STERN, GEB SIMON, JG. 1903, DEPORTIERT 1942, ERMORDET IN TREBLINKA | Stolperstein für Hildegard Stern                   | |
| Luisenstraße 77 ·                                                       | 17. Nov. 2011 | Hier wohnte WERNER STERN, JG. 1924, DEPORTIERT 1942, ERMORDET IN TREBLINKA | Stolperstein für Werner Stern                      | |
| Luisenstraße 77 ·                                                       | 17. Nov. 2011 | Hier wohnte MARION STERN, JG. 1929, DEPORTIERT 1942, ERMORDET IN TREBLINKA | Stolperstein für Marion Stern                      | |
| Luisenstraße 84 ·                                                       | 17. Nov. 2011 | Hier wohnte WILHELM WOLF, JG. 1873, VERHAFTET 1938, DACHAU DEPORTIERT 1942, THERESIENSTADT TOT 24.1.43 | Stolperstein für Wilhelm Wolf                      | |
| Luisenstraße 84 ·                                                       | 17. Nov. 2011 | Hier wohnte EMMA WOLF, JG. 1871, DEPORTIERT 1942, THERESIENSTADT TOT 20.2.43 | Stolperstein für Emma Wolf                         | |
| Luisenstraße 86 ·                                                       | 17. Nov. 2011 | Hier wohnte HERMANN LÖB, JG. 1883, DEPORTIERT 1942, ERMORDET IN TREBLINKA |                                                    | die Stolpersteine für die Familie Löb liegen um 90° gedreht |
| Luisenstraße 86 ·                                                       | 17. Nov. 2011 | Hier wohnte FERDINAND KARL LÖB, JG. 1924, DEPORTIERT 1942, ERMORDET IN TREBLINKA | Stolperstein für Ferdinand Karl Löb                | |
| Luisenstraße 86 ·                                                       | 17. Nov. 2011 | Hier wohnte ERNESTINE LÖB, GEB. GOLDSCHMIDT, JG. 1895, DEPORTIERT 1942, ERMORDET IM BESETZTEN POLEN | Stolperstein für Ernestine Löb                     | |
| Mainländerstraße 5 ·                                                    | | HIER WOHNTE WILHELM NEUHAUS, JG. 1876, DEPORTIERT 1942 THERESIENSTADT, 1944 AUSCHWITZ, ERMORDET 18.5.1944 |                                                    | |
| Mainländerstraße 5 ·                                                    | HIER WOHNTE SELMA NEUHAUS, GEB. SIMONS, JG. 1886, DEPORTIERT 1942 THERESIENSTADT, 1944 AUSCHWITZ, ERMORDET 18.5.1944                           | |                                                    | |
| Mainstraße 17 ·                                                         | 19. Juni 2013 | Hier wohnte BERNHARD SCHÜRATZKI, JG. 1895, DEPORTIERT 1942, ERMORDET IN TREBLINKA |                                                    | |
| Mainstraße 17 ·                                                         | 19. Juni 2013 | Hier wohnte RUTH SCHÜRATZKI, JG. 1934, DEPORTIERT 1942, ERMORDET IN TREBLINKA |                                                    | |
| Mainstraße 17 ·                                                         | 19. Juni 2013 | Hier wohnte MINNA SCHÜRATZKI, JG. 1905, DEPORTIERT 1942, ERMORDET IN TREBLINKA |                                                    | |
| Mainstraße 37 ·                                                         | 25. März 2019 | Hier wohnte DR. HEINRICH AULL, JG. 1880, BÜRGERMEISTER, WILLKÜRLICH ÖFFENTLICH, ABGESETZT 1933, GEDEMÜTIGT/ENTRECHTET, FLUCHT IN DEN TOD, 25.11.1938                                                                                          |                                                    | |
| Mainstraße 37 ·                                                         | 25. März 2019 | Hier wohnte HELENE AULL, GEB. HESDÖRFFER, JG. 1882, FLUCHT 1939, CHINA |                                                    | |
| Mainstraße 37 ·                                                         | 25. März 2019 | Hier wohnte HELENE BRÜHL, GEB. AULL, JG. 1908, FLUCHT 1933, CHINA, FLUCHT IN DEN TOD, 8.12.1944 |                                                    | |
| Mainstraße 37 ·                                                         | 25. März 2019 | Hier wohnte DR. GERTRUD AULL, JG. 1910, FLUCHT 1935, ÖSTERREICH, 1940 USA |                                                    | |
| Mainstraße 163 ·                                                        | 19. Juni 2013 | Hier wohnte KLARA HOHENWARTER, JG. 1897, DEPORTIERT 1944 AUSCHWITZ, ERMORDET 11.12.1944 |                                                    | |
| Marienstraße 26B ·                                                      | 25. März 2019 | Hier wohnte THEODOR BURCKHARDT, JG. 1873, GEDEMÜTIGT/ENTRECHTET, FLUCHT IN DEN TOD, 06.11.1944 | Stolperstein für Theodor Burckhardt                | |
| Marienstraße 26B ·                                                      | 25. März 2019 | Hier wohnte FANNY BURCKHARDT, JG. 1877, GEB. STRAUSS, DEPORTIERT 1943, AUSCHWITZ, ERMORDET 28.06.1943 | Stolperstein für Fanny Burckhardt                  | |
| Marienstraße 52 ·                                                       | 19. Juni 2013 | Hier wohnte ADOLF SCHÜRATZKI, JG. 1898, VERHAFTET 1943, GEFÄNGNIS OFFENBACH, GEFÄNGNIS DARMSTADT, DEPORTIERT 1943 AUSCHWITZ, TOT 26.8.1943 |                                                    | |
| Mittelseestraße 31 ·                                                    | 8. März 2007 | Hier wohnte Isidor Klauber, abgemeldet o. Ang. d. Wohnsitzes | Stolperstein Isidor Klauber                        | |
| Mittelseestraße 31 ·                                                    | 8. März 2007 | Hier wohnte Berta Klauber, geb. Drucker, Tod im KZ Theresienstadt | Stolperstein Berta Klauber                         | |
| Mittelseestraße 31 ·                                                    | 8. März 2007 | Hier wohnte Max Schiller, verschollen in Polen | Stolperstein Max Schiller                          | |
| Mittelseestraße 31 ·                                                    | 8. März 2007 | Hier wohnte Johanna Schiller, verschollen in Polen | Stolperstein Johanna Schiller                      | |
|                                                                         | 8. März 2007 | Hier wohnte Thea Berta Sichel, Tod im KZ Auschwitz - für Tod erklärt | Stolperstein Thea Berta Sichel                     | |
| Hier wohnte Fritz Mühlstein, Tod im KZ Theresienstadt                   | 8. März 2007 | Stolperstein Fritz Mühlstein |                                                    | |
| Hier wohnte Irene Abraham, Tod durch Suizid                             | 8. März 2007 | Stolperstein Irene Abraham |                                                    | |
| Hier wohnte Anna Engländer, geb. Hirsch, Tod im KZ Theresienstadt       | 8. März 2007 | Stolperstein Anna Engländer |                                                    | |
| Mittelseestraße 34 ·                                                    | 8. März 2007 | Hier wohnte Jakob Andorn, verschollen in Polen |                                                    | |
| Mittelseestraße 34 ·                                                    | 8. März 2007 | Hier wohnte Rudolf Andorn, verschollen in Polen |                                                    | |
| Mittelseestraße 34 ·                                                    | 8. März 2007 | Hier wohnte Florentine Andorn, verschollen in Polen |                                                    | |
| Mittelseestraße 34 ·                                                    | 8. März 2007 | Hier wohnte Sofie Feldmeier, geb. Hahn, Tod im KZ Theresienstadt |                                                    | |
| Mittelseestraße 34 ·                                                    | 8. März 2007 | Hier wohnte Richard Baum, vom Amtsgericht für tot erklärt |                                                    | |
| Mittelseestraße 34 ·                                                    | 8. März 2007 | Hier wohnte Elisabeth Baum, geb. Isaak, vom Amtsgericht für tot erklärt |                                                    | |
|                                                                         | 8. März 2007 | Hier wohnte Alwine Alexander, geb. Bleitmann, Tod im KZ Theresienstadt / für tot erklärt |                                                    | |
| Hier wohnte Isaak Alexander, Tod im KZ Theresienstadt / für tot erklärt | 8. März 2007 | |                                                    | |
| Hier wohnte Dr. Leo Wolfstein, verschollen in Polen                     | 8. März 2007 | |                                                    | |
| Hier wohnte Ruth Wolfstein, verschollen KZ Auschwitz                    | 8. März 2007 | |                                                    | |
| Hier wohnte Paula Wolfstein, verschollen in Polen                       | 8. März 2007 | |                                                    | |
| Niedergasse 41 ·                                                        | 25. März 2019 | Hier wohnte THERESA KESSLER, GEB. JOCHUM, JG. 1913, VERZOGEN 1940 HALLE, DEPORTIERT 1943, 'ZIGEUNERLAGER', AUSCHWITZ-BIRKENAU, BUCHENWALD, BEFREIT                                                                                            |                                                    | |
| Niedergasse 41 ·                                                        | 25. März 2019 | Hier wohnte ROSA KESSLER, JG. 1939, DEPORTIERT 1943, 'ZIGEUNERLAGER', AUSCHWITZ-BIRKENAU, ERMORDET 13.4.1944 |                                                    | |
| Offenbacher Straße 7 ·                                                  | 14. Feb. 2009 | Hier wohnte Lilli Reiss, geb. Löwenstein, verschollen KZ Auschwitz | Stolperstein für Lilli Reiss                       | |
| Offenbacher Straße 7 ·                                                  | 14. Feb. 2009 | Hier wohnte Selma Marta Reiss, verschollen KZ Auschwitz | Stolperstein Selma Marta Reiss                     | |
| Offenbacher Straße 7 ·                                                  | 14. Feb. 2009 | Hier wohnte Irene Reiss, verschollen in Polen | Stolperstein Irene Reiss                           | |
| Offenbacher Straße 7 ·                                                  | 14. Feb. 2009 | Hier wohnte Hertha Reiss, verschollen KZ Auschwitz | Stolperstein Hertha Reiss                          | |
| Offenbacher Straße 7 ·                                                  | 14. Feb. 2009 | Hier wohnte Salomon Reiss, Tod im KZ Theresienstadt | Stolperstein Salomon Reiss                         | |
| Offenbacher Straße 7 ·                                                  | 14. Feb. 2009 | Hier wohnte Gertrude Reiss, verschollen in Polen | Stolperstein Gertrude Reiss                        | |
| Philipp-Reis-Straße 23 ·                                                | 14. Feb. 2009 | Hier wohnte Adam Pfeifer, Tod im Strafbataillon 999 - für tot erklärt | Stolperstein für Adam Pfeifer                      | Adam Pfeifer war ein Widerstandskämpfer der ersten Stunde. |
| Poststraße 8 ·                                                          | | Hier wohnte Dr. Julius Wolf Jg. 1868, gedemütigt/entrechtet, Flucht in den Tod, 27.11.1934 |                                                    | |
| Schloßstraße 24 ·                                                       | 21. Okt. 2006 8. März 2007 22. April 2008 16./17. Nov. 2011 19. Juni 2013                                                                      | Hier wohnte Willy Eisenreich, Tod in Gaskammer von Hadamar | Stolperstein für Willy Eisenreich                  | |
| Schlossstraße 31 ·                                                      | | HIER LEHRTE ERNST WILD, JG. 1886, ENTLASSEN 1933, UNFREIWILLIG VERZOGEN HANNOVER, DEPORTIERT 1942 GHETTO WARSCHAU, SCHICKSAL UNBEKANNT |                                                    | |
| Senefelder Straße 66 ·                                                  | 21. Okt. 2006 | Hier wohnte Lina Hertsch, geb. Kuhn, Tod im KZ Ravensbrück | Stolperstein Offenbach Line Hertsch                | |
| Senefelder Straße 120 ·                                                 | 21. Okt. 2006 | Hier wohnte Valentin Unkelbach, im Strafbataillon 999 - gefallen | Stolperstein für Valentin Unkelbach                | |
| Sprendlinger Landstraße 122 ·                                           | 19. Juni 2013 | Hier wohnte HERMANN STROTT, JG. 1912, EINGEWIESEN 1943 WEILMÜNSTER, 'VERLEGT' 13.10.1944 HADAMAR, ERMORDET 5.1.1945 |                                                    | |
| Sternstraße 12 ·                                                        | 14. Feb. 2009 | Hier wohnte Jenny Steigerwald geb. Sündermann Jg. 1879 deportiert 1942 Richtung Osten ??? |                                                    | |
| Sternstraße 12 ·                                                        | 14. Feb. 2009 | Hier wohnte Julius Steigerwald Jg. 1909 deportiert 1942 Auschwitz ermordet 1.7.1944 |                                                    | |
| Sternstraße 12 ·                                                        | 14. Feb. 2009 | Hier wohnte Max Steigerwald Jg. 1920 Flucht England überlebt |                                                    | |
| Sternstraße 12 ·                                                        | 14. Feb. 2009 | Hier wohnte Minna Steigerwald Jg. 1912 deportiert 1942 Auschwitz ermordet 1.1.1944 |                                                    | |
| Taunusstraße 30 ·                                                       | 19. Juni 2013 | Hier wohnte JOHANNA SCHÜRATZKI, GEB. MANNHEIM, JG. 1871, DEPORTIERT 1942 THERESIENSTADT, TOT 31.12.1942 |                                                    | |
| Taunusstraße 30 ·                                                       | 19. Juni 2013 | Hier wohnte HELENE SCHÜRATZKI, JG. 1897, DEPORTIERT 1942, ERMORDET IN TREBLINKA |                                                    | |
| Taunusstraße 44 ·                                                       | 19. Juni 2013 | Hier wohnte LEYBUS LEO SZNIZER, JG. 1900, VERHAFTET 1939 BUCHENWALD, SCHICKSAL UNBEKANNT |                                                    | |
| Taunusstraße 44 ·                                                       | 19. Juni 2013 | Hier wohnte LEA SZNIZER, JG. 1899, DEPORTIERT 1942, ERMORDET IN TREBLINKA |                                                    | |
| Taunusstraße 44 ·                                                       | 19. Juni 2013 | Hier wohnte JEAN SZNIZER, JG. 1927, DEPORTIERT 1942, ERMORDET IN TREBLINKA |                                                    | |
| Taunusstraße 44 ·                                                       | 19. Juni 2013 | Hier wohnte GERDA SZNIZER, JG. 1929, DEPORTIERT 1942, ERMORDET IN TREBLINKA |                                                    | |
| Tulpenhofstraße 24 ·                                                    | | HIER WOHNTE EMANUEL GABRIEL, JG. 1877, DEPORTIERT 1942 THERESIENSTADT, ERMORDET 1.11.1942 |                                                    | |
| Tulpenhofstraße 24 ·                                                    | HIER WOHNTE AMALIE GABRIEL, GEB. SELIGMANN, JG. 1889, DEPORTIERT 1942 THERESIENSTADT, 1944 AUSCHWITZ, ERMORDET                                 | |                                                    | |
| Tulpenhofstraße 24 ·                                                    | HIER WOHNTE RUTH GABRIEL, JG. 1916, DEPORTIERT 1942 THERESIENSTADT, 1944 AUSCHWITZ, ERMORDET                                                   | |                                                    | |
| Tulpenhofstraße 54 ·                                                    | | HIER WOHNTE DR. SIEGFRIED GUGGENHEIM, JG.1873, NOTARIAT ENTZOGEN 1933, ´SCHUTZHAFT` 1938 KZ BUCHENWALD, FLUCHT 1938 USA |                                                    | |
| Tulpenhofstraße 54 ·                                                    | HIER WOHNTE EUGENIE GUGGENHEIM, GEB. BLOCH, JG.1878, FLUCHT 1938 USA                                                                           | |                                                    | |
| Weinbergstraße 11 ·                                                     | 3. Sep. 2016 | Hier wohnte BERTHOLD KAHN, JG 1879, 1938 KZ DACHAU, 1943 KZ AUSCHWITZ, ERMORDET 21.11.1943 | Stolperstein für Berthold Kahn                     | |
| Wilhelmstraße 26 ·                                                      | 21. Okt. 2006 8. März 2007 22. April 2008 16./17. Nov. 2011 19. Juni 2013                                                                      | Hier wohnte Wilhelm Knöchel, hingerichtet im ZH Brandenburg | Stolperstein für Wilhelm Knöchel                   | |
| Wilhelmstraße 38 ·                                                      | 19. Juni 2013 | Hier wohnte HEINRICH WINDECKER, JG. 1898, 'SCHUTZHAFT' 1938, DACHAU, DEPORTIERT 1942, ERMORDET IN TREBLINKA |                                                    | |
| Wilhelmstraße 38 ·                                                      | 19. Juni 2013 | Hier wohnte JULIE WINDECKER, GEB. KANTHAL, JG. 1896, DEPORTIERT 1942, ERMORDET IN TREBLINKA |                                                    | |
| Wilhelmstraße 38 ·                                                      | 19. Juni 2013 | Hier wohnte FRIEDA WINDECKER, GEB. LÖWENTHAL, JG. 1904, DEPORTIERT 1942, ERMORDET IN TREBLINKA |                                                    | |
| Wilhelmstraße 38 ·                                                      | 19. Juni 2013 | Hier wohnte SIGRID WINDECKER, JG. 1924, DEPORTIERT 1942, ERMORDET IN TREBLINKA |                                                    | |
| Ziegelstraße 45 ·                                                       | 21. Okt. 2006 | Hier wohnte Wilhelm Reuß Jg. 1912 erschossen von SS bei Verhaftung 27.7.1933 | Stolperstein für Wilhelm Reuß                      | |